# عمو از دنیایی دیگر
عمو از دنیایی دیگر (ژاپنی: 異世界おじさん، هپبورن: Isekai Ojisan) یک مجموعه مانگای ژاپنی است که توسط هوتوندوشیندیرو نوشته و تصویرگری شده است. پخش سری مانگا در کمیک‌واکر اثر کادوکاوا شوتن در ژوئن ۲۰۱۸ آغاز شد؛ از مارس سال ۲۰۲۳، ۹ جلد منتشر شده است. مانگا در آمریکای شمالی توسط ین پرس منتشر شد. یک مجموعه تلویزیونی اقتباسی انیمه تولید شده از ژوئیه ۲۰۲۲ تا مارس ۲۰۲۳ پخش شد.

## خلاصه داستان
در ژاپن امروزی، تاکائوکی تاکائوکا عموی خود را که اخیراً پس از برخورد با کامیون از کمای ۱۷ ساله بیدار شده بود، از آنجا می‌برد. عمو توانایی استفاده از طلسم‌های جادویی را دارد و توضیح می‌دهد که او در واقع به دنیای دیگری فرستاده شده بود. تکافومی به عمویش اجازه می‌دهد تا با او سفر کند و او، سومیکا فوجیمیا، دوست دوران کودکی تاکافومی، روزهای خود را برای کمک به عمو در سازگاری با جامعۀ مدرن و در عین حال تماشای خاطرات او از دنیای دیگر می‌گذراند.